# Šoštanj község
Šoštanj község (szlovén nyelven Občina Šoštanj) Szlovénia 212 alapfokú közigazgatási egységének, azaz községének egyike a Savinjska statisztikai régióban. Adminisztratív központja Šoštanj város. A községet 1994. október 3-án alapították, azt megelőzően a nagyobb Velenje községhez tartozott. A község a történelmi szlovén Stájerország (Štajersko) régió része. 

## A községhez tartozó települések
A községhez Šoštanj székhelyen kívül a következő települések tartoznak:
- Bele Vode
- Družmirje
- Florjan
- Gaberke
- Lokovica
- Ravne
- Šentvid pri Zavodnju
- Skorno pri Šoštanju
- Topolšica
- Zavodnje

## Népesség
| Lakosok száma | 8416 | 8518 | 8744 | 8758 | 8807 | 8715 | 8673 | 8697 | 8735 | 8870 |
|               | 2008 | 2009 | 2011 | 2012 | 2013 | 2015 | 2016 | 2017 | 2019 | 2020 |